# Юма (округ, Колорадо)
Ю́ма (англ. Yuma County) — округ в штате Колорадо, США. Официально образован в 1889 году. По состоянию на 2010 год, численность населения составляла 10 043 человека.

## География
По данным Бюро переписи США, общая площадь округа равняется 6 135,716 км2, из которых 6 122,766 км2 суша и 4,300 км2 или 0,200 % это водоёмы.

## Население
По данным переписи населения 2000 года в округе проживает 9 841 жителей в составе 3 800 домашних хозяйств и 2 644 семей. Плотность населения составляет 2,00 человека на км2. На территории округа насчитывается 4 295 жилых строений, при плотности застройки около 1,00-го строения на км2. Расовый состав населения: белые — 94,17 %, афроамериканцы — 0,11 %, коренные американцы (индейцы) — 0,28 %, азиаты — 0,07 %, гавайцы — 0,02 %, представители других рас — 4,14 %, представители двух или более рас — 1,21 %. Испаноязычные составляли 12,88 % населения независимо от расы.
В составе 33,30 % из общего числа домашних хозяйств проживают дети в возрасте до 18 лет, 59,60 % домашних хозяйств представляют собой супружеские пары проживающие вместе, 6,80 % домашних хозяйств представляют собой одиноких женщин без супруга, 30,40 % домашних хозяйств не имеют отношения к семьям, 27,40 % домашних хозяйств состоят из одного человека, 13,30 % домашних хозяйств состоят из престарелых (65 лет и старше), проживающих в одиночестве. Средний размер домашнего хозяйства составляет 2,55 человека, и средний размер семьи 3,13 человека.
Возрастной состав округа: 28,30 % моложе 18 лет, 7,10 % от 18 до 24, 26,00 % от 25 до 44, 22,30 % от 45 до 64 и 22,30 % от 65 и старше. Средний возраст жителя округа 37 лет. На каждые 100 женщин приходится 96,80 мужчин. На каждые 100 женщин старше 18 лет приходится 94,90 мужчин.
Средний доход на домохозяйство в округе составлял 33 169 USD, на семью — 39 814 USD. Среднестатистический заработок мужчины был 26 124 USD против 18 578 USD для женщины. Доход на душу населения составлял 16 005 USD. Около 8,80 % семей и 12,90 % общего населения находились ниже черты бедности, в том числе — 15,50 % молодёжи (тех, кому ещё не исполнилось 18 лет) и 10,70 % тех, кому было уже больше 65 лет.